# 선전 노면전차

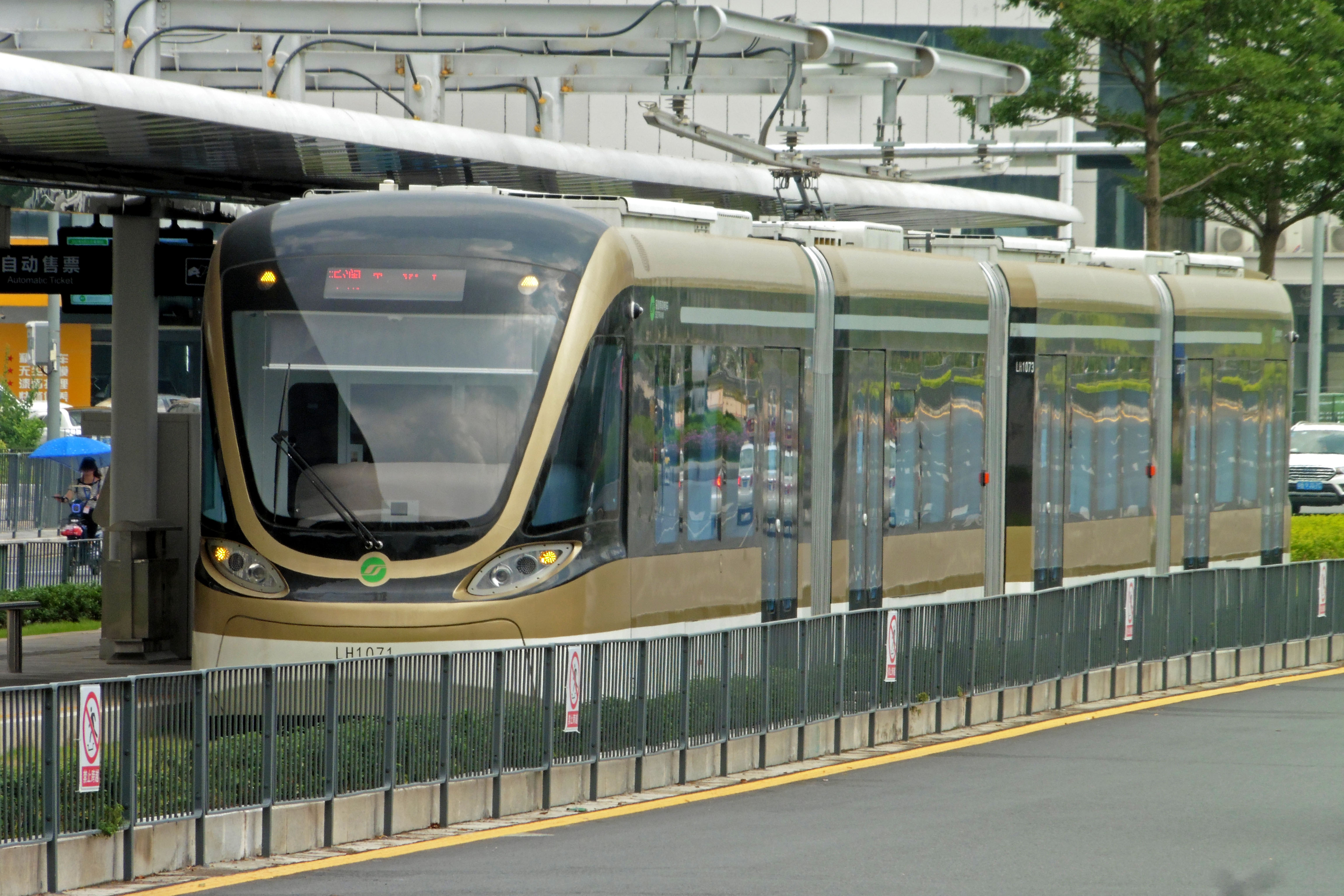

선전 노면전차(중국어: 深圳有轨电车)는 선전 시를 동서로 가로지르는 노면전차 노선이다.

## 역 일람
칭후 역(清湖站), 칭룽 역(清龙站), 칭후 학교 역(清湖学校站), 메이룽 북역(梅龙北站), 비란 역(碧澜站), 원란 역(文澜站), 다허 역(大和站), 센추리 플라자 역(世纪广场站), 진리 역(锦鲤站), 허시 역(河西站), 광청 역(观城站), 다부터우 역(大布头站), 허둥 역(河东站), 허둥 역(河东站), 스자오터우 역(石角头站), 신란 역(新澜站), 둥안 역(东庵站), 하이테크 산업 개발구 서역(高新区西站), 하이테크 산업 개발구 역(高新区站), 하이테크 산업 개발구 동역(高新区东站), 샤웨이 역(下围站)